# Nazım Sangaré
Nazım Sangaré (Keulen, 30 mei 1994) is een in Duitsland geboren voetballer van Turks-Guinese afkomst die doorgaans als rechtsback speelt. Sangaré debuteerde in 2019 in het Turks voetbalelftal.

## Carrière
Sangaré werd geboren in Keulen als kind van een Turkse moeder en een vader uit Guinee. Hij speelde in de jeugd van Alemannia Aachen en Borussia Mönchengladbach. In 2013 maakte Sangaré zijn profdebuut voor Alemannia Aachen, dat uitkwam in de Regionalliga West, het vierde niveau. Na een seizoen stapte hij transfervrij over naar Fortuna Düsseldorf, om daar in het tweede elftal te spelen. In 2016 vertrok Sangaré transfervrij naar VfL Osnabrück in de 3. Liga. Hier werd hij een basisspeler. Dit wekte de interesse van Antalyaspor uit de Turkse Süper Lig. In 2017 tekende hij bij die club voor €250.000,-. In zijn eerste seizoen was Sangaré nog een wisselspeler, maar in zijn tweede seizoen werd hij een vaste waarde en kwam hij tot 32 optredens. In september 2020 tekende Sangaré, na een dienstverband van drie seizoenen bij Antalyaspor, een contract tot medio 2024 bij Fenerbahçe SK, dat €1.750.000,- voor hem betaalde. In het seizoen 2022/23 won hij met die club de Turkse voetbalbeker.

## Interlandcarrière
Sangaré debuteerde op 30 mei 2019 in het Turks voetbalelftal, in een vriendschappelijke wedstrijd tegen Griekenland in Antalya, waar hij op dat moment ook clubvoetbal speelde. Hij begon in de basisopstelling van bondscoach Şenol Güneş.
| Interlands van Nazım Sangaré voor Turkije | Interlands van Nazım Sangaré voor Turkije | Interlands van Nazım Sangaré voor Turkije | Interlands van Nazım Sangaré voor Turkije | Interlands van Nazım Sangaré voor Turkije | Interlands van Nazım Sangaré voor Turkije |
| No.                                       | Datum                                     | Wedstrijd                                 | Uitslag                                   | Competitie                                | Goals                                     |
| Als speler van Antalyaspor                | Als speler van Antalyaspor                | Als speler van Antalyaspor                | Als speler van Antalyaspor                | Als speler van Antalyaspor                |                                           |
| ----------------------------------------- | ----------------------------------------- | ----------------------------------------- | ----------------------------------------- | ----------------------------------------- | ----------------------------------------- |
| 1                                         | 30 mei 2019                               | Turkije – Griekenland                     | 2 – 1                                     | Vriendschappelijk                         |                                           |
| 2                                         | 17 november 2019                          | Andorra – Turkije                         | 0 – 2                                     | EK 2020 kwalificatie                      |                                           |
| 3                                         | 6 september 2020                          | Servië – Turkije                          | 0 – 0                                     | Nations League 2020/21                    |                                           |
| Als speler van Fenerbahçe SK              |                                           |                                           |                                           |                                           |                                           |
| 4                                         | 7 oktober 2020                            | Duitsland – Turkije                       | 3 – 3                                     | Vriendschappelijk                         |                                           |
| 5                                         | 11 november 2020                          | Turkije – Kroatië                         | 3 – 3                                     | Vriendschappelijk                         |                                           |
| 6                                         | 18 november 2020                          | Hongarije – Turkije                       | 2 – 0                                     | Nations League 2020/21                    |                                           |

## Erelijst
Fenerbahçe
- Beker van Turkije

2022/23